# Совет экспертов
Совет экспертов (перс. مجلس خبرگان‎ — Маджли́с-е хебрега́н) — специальный государственный орган в Иране, избирающий Высшего руководителя страны. Совет экспертов состоит из 88 муджтахидов, избираемых населением на восьмилетний срок. Совет собирается на два дня дважды в год.
Совет экспертов состоит из авторитетных мусульманских законоведов, которые в соответствии со статьей 107 Конституции Исламской Республики Иран несут ответственность за назначение Высшего руководителя Исламской Республики. Продолжительность работы каждого Совета, члены которого избираются путем выборов и прямым и тайным голосованием народа, составляет восемь лет. Совет экспертов также объявил, что количество членов совета должно быть 88 человек, согласно первой и второй статье внутреннего регламента.
В соответствии с конституцией Совет экспертов является полноправным избираемым, неназначаемым органом. Из-за большой ответственности в процессе выбора руководителя Совет экспертов обладает независимостью, которой не обладает ни один другой орган, и в соответствии со статьей 108 Конституции он имеет право на самостоятельное регулирование, чтобы ни одно учреждение не могло влиять на этот небольшой, но стратегически важный парламент. У совета всегда есть срочная группа для обсуждения выбора лидера в случае непредвиденных обстоятельств.

## Задачи Совета экспертов
— Статья 107 Конституции:
После Верховного лидера Исламской революции и основателя Исламской Республики Иран Имама Хомейни, который был признан и принят подавляющим большинством людей в качестве руководителя страны, назначение руководителя является обязанностью избранного народом Совета экспертов. Эксперты консультируются по поводу всех авторитетных факихов согласно 5 и 109 положению, и всякий раз, когда кого-то из них выделяют в соответствии с шариатом или по политическим или социальным факторам, или если он имеет общественное признание в одном из вышеупомянутых пунктов, то согласно положению 109, его избирают руководителем. В противном случае в качестве руководителя будет выбран и представлен член Совета экспертов. Избранный Советом экспертов Высший руководитель страны получает высшие полномочия и несет ответственность за все вытекающие из этого обязанности. Он равен перед законом вместе со всеми гражданами страны.
— статья 108 Конституции:
Закон о количестве и условиях работы экспертов, факторов их избрания и внутренних правилах их сессий в течение первого периода должен быть подготовлен Советом стражей и утвержден большинством голосов, а также окончательным решением лидера революции.
— Статья 111 Конституции:
Если Высший руководитель не выполняет свои юридические обязанности или не соответствует одному из условий, изложенных в 5 и 109 принципах, или оказывается, что изначально он не соответствовал какому-либо важному критерию, его отстраняют от дел. Выявление этого является обязанностью Совета экспертов согласно положению 108. В случае смерти, отставки или увольнения Высшего руководителя эксперты должны как можно скорее принять решение о назначении нового Высшего руководителя.

## Председатель
Председателем Совета экспертов с момента его создания в 1982 году был Али Мешкини. После его смерти в 2007 году этот пост занял Али Акбар Хашеми Рафсанджани, а в 2011 году его сменил Мохаммад-Реза Махдави Кании. После его смерти в 2014 году пост перешел к Мохаммаду Язди. В мае 2016 пост председателя занял Ахмад Джаннати. С мая 2024 эту должность занимает Мохаммад Али Мовахеди Кермани.

## Выборы экспертов
В соответствии со статьей 8 главы 5 «Закона о выборах в Совет экспертов» эксперты избираются большинством голосов участников (принцип большинства), и в этом случае выборы экспертов являются одноступенчатыми.